# Janez Trdina
Janez Trdina ( 29. května 1830 Mengeš (Slovinsko), 14. července 1905 Novo Mesto) byl slovinský spisovatel, básník, filolog, folklorista a historik, významný představitel slovinského národního obrození. 

## Život a dílo
V letech 1842-1850 vystudoval gymnázium v Lublani a pokračoval studiem filozofie, slovanské filologie a historie na univerzitě ve Vídni. Staroslověnštinu studoval u Franja Miklošiče. Během studií překládal z němčiny do slovinštiny pro společnost Mohor. Studia dokončil a promoval v roce 1854. 
Učil na gymnáziu ve Varaždínu jako profesor dějepisu a zeměpisu, od roku 1855 byl profesorem na střední škole v Rijece. V roce 1867 tam byl znechucen nespravedlivými obžalobami ředitele školy a odešel do předčasného důchodu. 
Přestěhoval se do Bršljinu u Noveho Mesta, cestoval po slovinském venkově a sbíral památky lidové slovesnosti a zvykosloví, které využíval ve svých autobiografických dílech, básních, povídkách, pohádkách (Pohádky o Gorjanci, Pohádka o zlaté hrušce), v satiře a bajkách. Dílo uzavřel svazkem svých Pamětí.   